# Tordylium magnum
Tordylium magnum är en flockblommig växtart som beskrevs av Felix de Silva Avellar Brotero. Tordylium magnum ingår i släktet Tordylium och familjen flockblommiga växter. Inga underarter finns listade i Catalogue of Life.